# مديرية مرخة العليا

تعديل مصدري - تعديل

مديرية مرخة العليا هي إحدى مديريات محافظة شبوة في اليمن. بلغ عدد سكانها 32278 نسمة عام 2004.